# Fortaleza (virtude)

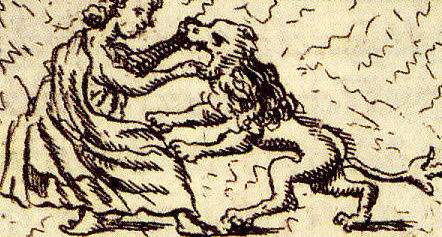
Ilustração de 1747 reproduzindo o relevo da virtude cardeal da Fortaleza no túmulo do Papa Clemente II na Catedral de Bamberg (Alemanha)

Fortaleza é uma das 4 virtudes cardeais do cristianismo e, segunda a doutrina cristã, ela "assegura a firmeza nas dificuldades e a constância na procura do bem, chegando até à capacidade do eventual sacrifício da própria vida por uma causa justa" (CCIC, n. 382).